# Middle of Nowhere Acoustic
Middle of Nowhere Acoustic é um combo CD/DVD gravado ao vivo pela banda Hanson, que foi lançado em dezembro de 2007.
O CD/DVD é uma regravação de dez das treze músicas de seu primeiro álbum Middle of Nowhere.
Middle of Nowhere foi seu primeiro álbum por uma grande gravadora, antes já haviam gravado dois outros independentes, Boomerang e MMMBop. A regravação foi feita em comemoração aos dez anos do lançamento de Middle of Nowhere.

## Faixas
1. "Intro" - 2:02
2. "MMMBop" - 5:11
3. "Look at You" - 4:15
4. "Weird" - 4:28
5. "Yearbook" - 5:52
6. "Madeline" - 4:31
7. "A Minute Without You" - 4:40
8. "Lucy" - 4:45
9. "Where's the Love?" - 3:51
10. "I Will Come to You" - 6:46
11. "Man from Milwaukee" - 3:42